# Imago mundi (bande dessinée)
Pour les articles homonymes, voir Imago mundi.
Imago mundi est une série de bande dessinée française, dessinée par Luc Brahy sur un scénario d'Éric Corbeyran et Achille Braquelaire.
Elle raconte les aventures d'une agence de recherche scientifique fondée par l'aventurier suédois Harald Haarfager, aidé par le physicien français Loïc Mellionnec et par l'informaticienne britannique Leia Lewis.

## Albums
- Dossier I
  - 1. Promesses d'Atlantide (2003)  (ISBN 2-87129-573-5)
  - 2. Le Trésor des abysses (2003)  (ISBN 2-87129-501-8)
- Dossier II
  - 3. La 25e Rune (2004)  (ISBN 2-87129-593-X)
  - 4. L'Hypothèse Ulysse (2004)  (ISBN 2-87129-594-8)
- Dossier III
  - 5. L'Effet Babel (2005)  (ISBN 2-87129-739-8)
  - 6. Nom de code Babylone (2005)  (ISBN 2-87129-741-X)
- Dossier IV
  - 7. Les Orgues de Simushir (2006)  (ISBN 2-87129-881-5)
  - 8. L'Héritage Jomon (2006)  (ISBN 2-87129-955-2)
- Dossier V
  - 9. La Colline blessée (2007)  (ISBN 978-2-5050-0047-1)
  - 10. Le Deuxième Cercle (2007)  (ISBN 978-2-5050-0071-6)

## Histoire
L'aventurier suédois Harald Haarfager, après un accident d'hélicoptère perd l'usage de ses jambes. Ses deux prothèses métalliques lui interdisant désormais de partir à l'assaut des glaciers et des mers, il se tourne vers une autre forme d'aventure.
Il met en commun les talents du physicien français Loïc Mellionnec et de l'informaticienne britannique Leia Lewis pour créer l'agence de recherche Imago Mundi, spécialisée dans la reconstitution en images de synthèse. Les informations rapportées par la sonde laser créée par le jeune Français et traitées à l'aide des programmes de la Britannique permettent de reconstituer la structure des sols afin de mener des recherches et/ou enquêtes à bien.

## Personnages principaux
- Harald Haarfager : cet aventurier suédois, baroudeur infatigable, aurait pu voir sa vie s'arrêter lors de cet accident d'hélicoptère qui lui coûta ses deux jambes. Mais sa soif insatiable de connaissance et de découverte l'amène à se tourner vers d'autres horizons et notamment la recherche scientifique. C'est en découvrant les succès de deux jeunes scientifiques de renommée internationale qu'il décide de fonder l'agence de recherche scientifique Imago Mundi.
- Loïc Mellionnec : physicien français de 29 ans, il a créé une sonde laser capable d'extraire des informations des rayonnements terrestres. Athlète hors pair, sa condition physique hors du commun et son intellect de chercheur lui ont valu d'être repéré par Harald Haarfager pour l'intégrer à son équipe.
- Leia Lewis : informaticienne britannique de 25 ans, c'est elle qui écrit des programmes d'intelligence artificielle permettant d'interpréter les informations récupérées par la sonde de Loïc Mellionnec. Elle profite de ses moments de temps libre pour collectionner les aventures amoureuses sans lendemain et aimerait bien que son partenaire Loïc succombe à ses charmes.